# Frankfurt na Odri
Frankfurt na Odri je njemački grad u saveznoj pokrajini Brandenburgu, blizu poljske granice.
Krajem 2007. imao je 61.969 stanovnika.
U gradu je 1777. rođen njemački književnik Heinrich von Kleist.

## Vanjske poveznice
- Službena stranica (njem.)
- Frankfurtski tramvaj (njem.)

### Ostali projekti
|  | Zajednički poslužitelj ima još gradiva o temi Frankfurt na Odri |